# The Smiling People (cuento de Ray Bradbury)
The Smiling People (en español: la gente sonriente) es un relato del escritor estadounidense Ray Bradbury publicado originalmente en Weird Tales en mayo de 1946.

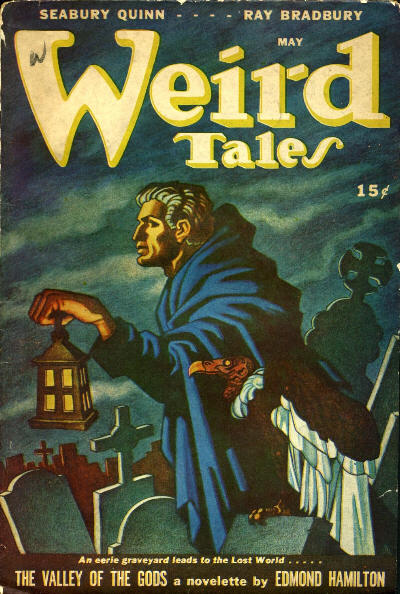
Portada de Weird Tales de mayo de 1946

August Derleth incluyó The Smiling People en una antología de cuentos de varios autores titulada The Night Side (1947), "obras maestras de lo extraño y de lo terrible".
Derleth decía de ella, en un comentario previo, que era una historia criminal directa y horrible ("straightforward –but singularly horrible– crime story").
Fue incluido en las antologías de Bradbury Dark Carnival	(1947) y The Small Assassin (1962).

## Argumento
El señor Greppin vive en casa con su tía 
Rose, su tío Dimity y con los hijos de estos, Lila y Sam. Sentados en la mesa para la cena, Greppin les comunica a todos su intención de casarse.